# Stig Påvels
Stig Gunnar Påvels, född 1 september 1929 i Djursholm, död 26 februari 2013, var en svensk ishockeyspelare.
Påvels representerade Leksands IF i över två decennier, mellan 1944 och 1965. Han spelade därefter även för Avesta BK och IF Tunabro och var säsongen 1974/1975 huvudtränare för Mora IK. Han gjorde 15 A-landskamper för Sverige.